# Procés RP
El procés RP (captura ràpida de protons) consisteix en una sèrie de captures de protons per uns nuclis inicials que donen lloc a elements més pesants. És una forma de nucleosíntesi, al costat dels processos R i S, i és responsable de la formació d'una gran majoria dels elements pesants (per sobre del 56Fe) presents a l'Univers. El punt final del procés RP no es coneix amb precisió (és a dir, l'element més pesant que pot obtenir-se mitjançant aquestes reaccions), però es creu que en les estrelles de neutrons no poden obtenir-se elements més enllà del tel·luri. El procés RP s'inhibeix amb la desintegració alfa, la qual posa un límit superior al punt final en el 105Te, El més lleuger del núclids de desintegració alfa observats, No obstant això, es pensa que isòtops més lleugers del tel·luri poden ser estables i amb desintegració alfa.

## Condicions
El procés RP es dona en condicions de molt alta temperatura, de manera que els protons puguin vèncer la barrera de potencial que és necessària perquè s'introdueixin en el nucli. A més és necessari un entorn ric en hidrogen (protons lliures) perquè l'elevat flux protònic necessari sigui possible. Els nuclis "llavor" necessaris es formen a partir de reaccions de ruptura durant el cicle CNO.
Aquest procés es creu que es dona en sistemes binaris formats per nanes blanques o estrelles de neutrons i gegants vermelles. En aquest escenari, la gegant vermella li injecta gran quantitat d'hidrogen a la seva companya massiva, augmentant la temperatura d'aquesta i creant les condicions necessàries perquè es doni aquest procés.